# Список буеров Российского флота

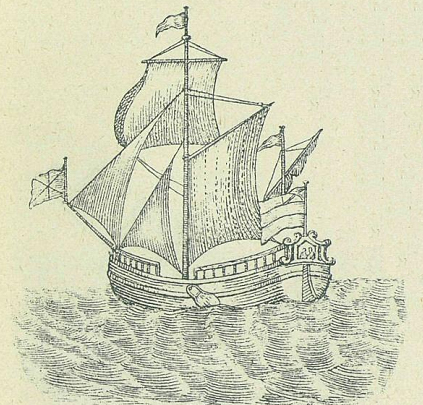
Буер «Люстих»

В список включены все парусные буера, состоявшие на вооружении Российского флота.
Буера (от нидерл. boyer) представляли собой одно- или двухмачтовые грузовые суда XVIII—XIX веков, предназначавшиеся для прибрежного плавания. Несли косые паруса. Характерной особенностью буеров являлись большие шверцы по бортам. Суда имели малую осадку, в результате чего могли использоваться на мелководье. В составе российского флота суда данного класса появились в начале XVIII века, использовались преимущественно для грузовых перевозок. Отдельные представители буеров прослужили в Российском императорском флоте в качестве императорских прогулочных судов до конца XIX века.

## Легенда
Список судов представлен в порядке очерёдности включения их в состав флота, в рамках одного года — по алфавиту. При объединении судов по проектам, в рамках которых они строились, первым указывается головное судно проекта. Ссылки на источники информации для каждой строки таблиц списка сгруппированы и располагаются в столбце Примечания.
Таблица:
- Наименование — имя судна или его номер, в случае если ни имени, ни номера не сохранилось, указывается количество однотипных судов.
- Размер — длина и ширина судна в метрах.
- Осадка — осадка судна (глубина погружения в воду) в метрах.
- Экипаж — количество членов экипажа.
- Верфь — верфь постройки судна.
- Корабельный мастер — фамилия мастера, построившего или руководившего постройкой судна.
- Год вхождения в состав флота — год начала службы в составе флота, для построенных в России буеров указывается год спуска на воду, для подаренного — год подарка.
- Год вывода из состава флота — год завершения службы в составе флота.
- История службы — основные места и события.
- н/д — нет данных.

Сортировка может проводиться по любому из выбранных столбцов таблицы, кроме столбцов История службы и Примечания.

## Список судов
В разделе приведены все буера, входившие в состав Российского императорского флота. Несли службу только в составе Балтийского флота, большая часть буеров артиллерийского вооружения не несла, однако не некоторые всё же устанавливалось небольшое количество пушек малого калибра.
| Наименование         | Размер | Осадка | Эк. | Верфь | Мастер | Вх. | Вых. | История службы | Прим.                              |
| -------------------- | --- | --- | --- | --- | --- | --- | ---- | --- | ---------------------------------- |
| Гельд-Сак            | 24,4 x 7,3 | 2,7 | 15 | Олонецкая верфь | С. Мелес | 1703 | н/д  | Принимал участие в Северной войне, использовался для доставки грузов в приморские крепости, на верфи и суда эскадр, участвовал в походе к Выборгу. В 1713 году в финляндских шхерах налетел на камни, однако позже был снят с камней. | [ 2 ] [ 4 ] [ 5 ] [ 6 ]            |
| Бир-Драгер           | 24,4 x 7,3 | 2,7 | 15 | Олонецкая верфь | В. Шленграф | 1703 | 1710 | Принимали участие в Северной войне, использовались для доставки грузов в приморские крепости и на верфи. В 1703 году перешел с верфи в Санкт-Петербург. В 1705 году переоборудованы в одноимённые бомбардирские корабли. Продолжили участие в войне в качестве бомбардирских кораблей, летом 1705 года и с мая по октябрь 1706—1709 годов находились у острова Котлин в составе эскадры кораблей Балтийского флота под общим командованием вице-адмирала Корнелиуса Крюйса, а на зимовку уходили в Санкт-Петербург. | [ 7 ] [ 8 ] [ 9 ] [ 10 ] [ 11 ]    |
| Вейн-Драгер          | 24,4 x 7,3 | 2,7 | 15 | Олонецкая верфь | В. Геренс | 1703 | 1710 | Принимали участие в Северной войне, использовались для доставки грузов в приморские крепости и на верфи. В 1703 году перешел с верфи в Санкт-Петербург. В 1705 году переоборудованы в одноимённые бомбардирские корабли. Продолжили участие в войне в качестве бомбардирских кораблей, летом 1705 года и с мая по октябрь 1706—1709 годов находились у острова Котлин в составе эскадры кораблей Балтийского флота под общим командованием вице-адмирала Корнелиуса Крюйса, а на зимовку уходили в Санкт-Петербург. | [ 7 ] [ 12 ] [ 13 ] [ 14 ] [ 15 ]  |
| Соут-Драгер          | 24,4 x 7,3 | 2,7 | 15 | Олонецкая верфь | Сведений о корабельных мастерах, построивших судно, не сохранилось | 1703 | н/д  | Принимал участие в Северной войне, использовался для доставки грузов в приморские крепости, на верфи и суда эскадр, участвовал в походе к Выборгу. | [ 2 ] [ 4 ] [ 16 ] [ 17 ]          |
| Ик-Гебе-Гевест       | Сведений о размерах судов, их осадке и количестве членов экипажей не сохранилось | Сведений о размерах судов, их осадке и количестве членов экипажей не сохранилось | Сведений о размерах судов, их осадке и количестве членов экипажей не сохранилось | Сясьская верфь | X. Андреев | 1704 | н/д  | Принимал участие в Северной войне, использовался для доставки грузов в приморские крепости, на верфи и суда эскадр. | [ 2 ] [ 4 ] [ 18 ]                 |
| Люстих               | Сведений о размерах судов, их осадке и количестве членов экипажей не сохранилось | Сведений о размерах судов, их осадке и количестве членов экипажей не сохранилось | Сведений о размерах судов, их осадке и количестве членов экипажей не сохранилось | Сясьская верфь | В. Литкин | 1704 | 1716 | Принимал участие в Северной войне, с 1704 по 1715 год использовался для доставки грузов и провианта в приморские крепости, на верфи и суда эскадр. В 1716 году доставил в Копенгаген груз пороха, на обратном пути пропал без вести. | [ 4 ] [ 19 ] [ 20 ] [ 21 ] [ 22 ]  |
| 96 буеров            | Сведений о размерах судов, их осадке и количестве членов экипажей не сохранилось | Сведений о размерах судов, их осадке и количестве членов экипажей не сохранилось | Сведений о размерах судов, их осадке и количестве членов экипажей не сохранилось | Казанская верфь | К. Я. Труин и В. Шипилов | 1713 | н/д  | 15 буеров в 1713 году перешли из Казани в Санкт-Петербург и в составе Балтийского флота принимали участие в Северной войне, использовались для доставки грузов в приморские крепости и на верфи. Судьба остальных буеров неизвестна. | [ 2 ] [ 4 ]                        |
| № 1                  | Сведений о размерах судов, их осадке, количестве членов экипажей, месте и времени постройки, а также корабельных мастерах, построивших или руководивших постройкой судов, не сохранилось | Сведений о размерах судов, их осадке, количестве членов экипажей, месте и времени постройки, а также корабельных мастерах, построивших или руководивших постройкой судов, не сохранилось | Сведений о размерах судов, их осадке, количестве членов экипажей, месте и времени постройки, а также корабельных мастерах, построивших или руководивших постройкой судов, не сохранилось | Сведений о размерах судов, их осадке, количестве членов экипажей, месте и времени постройки, а также корабельных мастерах, построивших или руководивших постройкой судов, не сохранилось | Сведений о размерах судов, их осадке, количестве членов экипажей, месте и времени постройки, а также корабельных мастерах, построивших или руководивших постройкой судов, не сохранилось | Сведений о размерах судов, их осадке, количестве членов экипажей, месте и времени постройки, а также корабельных мастерах, построивших или руководивших постройкой судов, не сохранилось | 1779 | Сведений о плаваниях судов не сохранилось, по окончании службы все эти буеры были разобраны. | [ 4 ] [ 23 ]                       |
| № 2                  | Сведений о размерах судов, их осадке, количестве членов экипажей, месте и времени постройки, а также корабельных мастерах, построивших или руководивших постройкой судов, не сохранилось | Сведений о размерах судов, их осадке, количестве членов экипажей, месте и времени постройки, а также корабельных мастерах, построивших или руководивших постройкой судов, не сохранилось | Сведений о размерах судов, их осадке, количестве членов экипажей, месте и времени постройки, а также корабельных мастерах, построивших или руководивших постройкой судов, не сохранилось | Сведений о размерах судов, их осадке, количестве членов экипажей, месте и времени постройки, а также корабельных мастерах, построивших или руководивших постройкой судов, не сохранилось | Сведений о размерах судов, их осадке, количестве членов экипажей, месте и времени постройки, а также корабельных мастерах, построивших или руководивших постройкой судов, не сохранилось | Сведений о размерах судов, их осадке, количестве членов экипажей, месте и времени постройки, а также корабельных мастерах, построивших или руководивших постройкой судов, не сохранилось | 1779 | Сведений о плаваниях судов не сохранилось, по окончании службы все эти буеры были разобраны. | [ 4 ] [ 23 ]                       |
| № 3                  | Сведений о размерах судов, их осадке, количестве членов экипажей, месте и времени постройки, а также корабельных мастерах, построивших или руководивших постройкой судов, не сохранилось | Сведений о размерах судов, их осадке, количестве членов экипажей, месте и времени постройки, а также корабельных мастерах, построивших или руководивших постройкой судов, не сохранилось | Сведений о размерах судов, их осадке, количестве членов экипажей, месте и времени постройки, а также корабельных мастерах, построивших или руководивших постройкой судов, не сохранилось | Сведений о размерах судов, их осадке, количестве членов экипажей, месте и времени постройки, а также корабельных мастерах, построивших или руководивших постройкой судов, не сохранилось | Сведений о размерах судов, их осадке, количестве членов экипажей, месте и времени постройки, а также корабельных мастерах, построивших или руководивших постройкой судов, не сохранилось | Сведений о размерах судов, их осадке, количестве членов экипажей, месте и времени постройки, а также корабельных мастерах, построивших или руководивших постройкой судов, не сохранилось | 1779 | Сведений о плаваниях судов не сохранилось, по окончании службы все эти буеры были разобраны. | [ 4 ] [ 23 ]                       |
| № 4                  | Сведений о размерах судов, их осадке, количестве членов экипажей, месте и времени постройки, а также корабельных мастерах, построивших или руководивших постройкой судов, не сохранилось | Сведений о размерах судов, их осадке, количестве членов экипажей, месте и времени постройки, а также корабельных мастерах, построивших или руководивших постройкой судов, не сохранилось | Сведений о размерах судов, их осадке, количестве членов экипажей, месте и времени постройки, а также корабельных мастерах, построивших или руководивших постройкой судов, не сохранилось | Сведений о размерах судов, их осадке, количестве членов экипажей, месте и времени постройки, а также корабельных мастерах, построивших или руководивших постройкой судов, не сохранилось | Сведений о размерах судов, их осадке, количестве членов экипажей, месте и времени постройки, а также корабельных мастерах, построивших или руководивших постройкой судов, не сохранилось | Сведений о размерах судов, их осадке, количестве членов экипажей, месте и времени постройки, а также корабельных мастерах, построивших или руководивших постройкой судов, не сохранилось | 1779 | Сведений о плаваниях судов не сохранилось, по окончании службы все эти буеры были разобраны. | [ 4 ] [ 23 ]                       |
| № 5                  | Сведений о размерах судов, их осадке, количестве членов экипажей, месте и времени постройки, а также корабельных мастерах, построивших или руководивших постройкой судов, не сохранилось | Сведений о размерах судов, их осадке, количестве членов экипажей, месте и времени постройки, а также корабельных мастерах, построивших или руководивших постройкой судов, не сохранилось | Сведений о размерах судов, их осадке, количестве членов экипажей, месте и времени постройки, а также корабельных мастерах, построивших или руководивших постройкой судов, не сохранилось | Сведений о размерах судов, их осадке, количестве членов экипажей, месте и времени постройки, а также корабельных мастерах, построивших или руководивших постройкой судов, не сохранилось | Сведений о размерах судов, их осадке, количестве членов экипажей, месте и времени постройки, а также корабельных мастерах, построивших или руководивших постройкой судов, не сохранилось | Сведений о размерах судов, их осадке, количестве членов экипажей, месте и времени постройки, а также корабельных мастерах, построивших или руководивших постройкой судов, не сохранилось | 1779 | Сведений о плаваниях судов не сохранилось, по окончании службы все эти буеры были разобраны. | [ 4 ] [ 23 ]                       |
| № 6                  | Сведений о размерах судов, их осадке, количестве членов экипажей, месте и времени постройки, а также корабельных мастерах, построивших или руководивших постройкой судов, не сохранилось | Сведений о размерах судов, их осадке, количестве членов экипажей, месте и времени постройки, а также корабельных мастерах, построивших или руководивших постройкой судов, не сохранилось | Сведений о размерах судов, их осадке, количестве членов экипажей, месте и времени постройки, а также корабельных мастерах, построивших или руководивших постройкой судов, не сохранилось | Сведений о размерах судов, их осадке, количестве членов экипажей, месте и времени постройки, а также корабельных мастерах, построивших или руководивших постройкой судов, не сохранилось | Сведений о размерах судов, их осадке, количестве членов экипажей, месте и времени постройки, а также корабельных мастерах, построивших или руководивших постройкой судов, не сохранилось | Сведений о размерах судов, их осадке, количестве членов экипажей, месте и времени постройки, а также корабельных мастерах, построивших или руководивших постройкой судов, не сохранилось | 1785 | Сведений о плаваниях судов не сохранилось, по окончании службы все эти буеры были разобраны. | [ 4 ] [ 23 ]                       |
| № 7                  | Сведений о размерах судов, их осадке, количестве членов экипажей, месте и времени постройки, а также корабельных мастерах, построивших или руководивших постройкой судов, не сохранилось | Сведений о размерах судов, их осадке, количестве членов экипажей, месте и времени постройки, а также корабельных мастерах, построивших или руководивших постройкой судов, не сохранилось | Сведений о размерах судов, их осадке, количестве членов экипажей, месте и времени постройки, а также корабельных мастерах, построивших или руководивших постройкой судов, не сохранилось | Сведений о размерах судов, их осадке, количестве членов экипажей, месте и времени постройки, а также корабельных мастерах, построивших или руководивших постройкой судов, не сохранилось | Сведений о размерах судов, их осадке, количестве членов экипажей, месте и времени постройки, а также корабельных мастерах, построивших или руководивших постройкой судов, не сохранилось | Сведений о размерах судов, их осадке, количестве членов экипажей, месте и времени постройки, а также корабельных мастерах, построивших или руководивших постройкой судов, не сохранилось | 1785 | Сведений о плаваниях судов не сохранилось, по окончании службы все эти буеры были разобраны. | [ 23 ] [ 24 ]                      |
| № 8                  | Сведений о размерах судов, их осадке, количестве членов экипажей, месте и времени постройки, а также корабельных мастерах, построивших или руководивших постройкой судов, не сохранилось | Сведений о размерах судов, их осадке, количестве членов экипажей, месте и времени постройки, а также корабельных мастерах, построивших или руководивших постройкой судов, не сохранилось | Сведений о размерах судов, их осадке, количестве членов экипажей, месте и времени постройки, а также корабельных мастерах, построивших или руководивших постройкой судов, не сохранилось | Сведений о размерах судов, их осадке, количестве членов экипажей, месте и времени постройки, а также корабельных мастерах, построивших или руководивших постройкой судов, не сохранилось | Сведений о размерах судов, их осадке, количестве членов экипажей, месте и времени постройки, а также корабельных мастерах, построивших или руководивших постройкой судов, не сохранилось | Сведений о размерах судов, их осадке, количестве членов экипажей, месте и времени постройки, а также корабельных мастерах, построивших или руководивших постройкой судов, не сохранилось | 1785 | Сведений о плаваниях судов не сохранилось, по окончании службы все эти буеры были разобраны. | [ 23 ] [ 24 ]                      |
| № 9                  | Сведений о размерах судов, их осадке, количестве членов экипажей, месте и времени постройки, а также корабельных мастерах, построивших или руководивших постройкой судов, не сохранилось | Сведений о размерах судов, их осадке, количестве членов экипажей, месте и времени постройки, а также корабельных мастерах, построивших или руководивших постройкой судов, не сохранилось | Сведений о размерах судов, их осадке, количестве членов экипажей, месте и времени постройки, а также корабельных мастерах, построивших или руководивших постройкой судов, не сохранилось | Сведений о размерах судов, их осадке, количестве членов экипажей, месте и времени постройки, а также корабельных мастерах, построивших или руководивших постройкой судов, не сохранилось | Сведений о размерах судов, их осадке, количестве членов экипажей, месте и времени постройки, а также корабельных мастерах, построивших или руководивших постройкой судов, не сохранилось | Сведений о размерах судов, их осадке, количестве членов экипажей, месте и времени постройки, а также корабельных мастерах, построивших или руководивших постройкой судов, не сохранилось | 1785 | Сведений о плаваниях судов не сохранилось, по окончании службы все эти буеры были разобраны. | [ 4 ] [ 23 ]                       |
| № 10                 | Сведений о размерах судов, их осадке, количестве членов экипажей, месте и времени постройки, а также корабельных мастерах, построивших или руководивших постройкой судов, не сохранилось | Сведений о размерах судов, их осадке, количестве членов экипажей, месте и времени постройки, а также корабельных мастерах, построивших или руководивших постройкой судов, не сохранилось | Сведений о размерах судов, их осадке, количестве членов экипажей, месте и времени постройки, а также корабельных мастерах, построивших или руководивших постройкой судов, не сохранилось | Сведений о размерах судов, их осадке, количестве членов экипажей, месте и времени постройки, а также корабельных мастерах, построивших или руководивших постройкой судов, не сохранилось | Сведений о размерах судов, их осадке, количестве членов экипажей, месте и времени постройки, а также корабельных мастерах, построивших или руководивших постройкой судов, не сохранилось | Сведений о размерах судов, их осадке, количестве членов экипажей, месте и времени постройки, а также корабельных мастерах, построивших или руководивших постройкой судов, не сохранилось | 1785 | Сведений о плаваниях судов не сохранилось, по окончании службы все эти буеры были разобраны. | [ 23 ] [ 24 ]                      |
| № 1                  | Сведений о размерах судов, их осадке, количестве членов экипажей и месте постройки, а также корабельных мастерах, построивших или руководивших постройкой судов, не сохранилось          | Сведений о размерах судов, их осадке, количестве членов экипажей и месте постройки, а также корабельных мастерах, построивших или руководивших постройкой судов, не сохранилось          | Сведений о размерах судов, их осадке, количестве членов экипажей и месте постройки, а также корабельных мастерах, построивших или руководивших постройкой судов, не сохранилось          | Сведений о размерах судов, их осадке, количестве членов экипажей и месте постройки, а также корабельных мастерах, построивших или руководивших постройкой судов, не сохранилось          | Сведений о размерах судов, их осадке, количестве членов экипажей и месте постройки, а также корабельных мастерах, построивших или руководивших постройкой судов, не сохранилось          | 1797 | 1807 | В 1803 году находился в Кронштадтском порту. По окончании службы был разобран. | [ 23 ] [ 24 ] [ 25 ]               |
| № 2                  | Сведений о размерах судов, их осадке, количестве членов экипажей и месте постройки, а также корабельных мастерах, построивших или руководивших постройкой судов, не сохранилось          | Сведений о размерах судов, их осадке, количестве членов экипажей и месте постройки, а также корабельных мастерах, построивших или руководивших постройкой судов, не сохранилось          | Сведений о размерах судов, их осадке, количестве членов экипажей и месте постройки, а также корабельных мастерах, построивших или руководивших постройкой судов, не сохранилось          | Сведений о размерах судов, их осадке, количестве членов экипажей и месте постройки, а также корабельных мастерах, построивших или руководивших постройкой судов, не сохранилось          | Сведений о размерах судов, их осадке, количестве членов экипажей и месте постройки, а также корабельных мастерах, построивших или руководивших постройкой судов, не сохранилось          | 1797 | 1807 | В 1803 году находился в Санкт-Петербурге и Кронштадте. Разбился в Санкт-Петербурге. | [ 23 ] [ 24 ] [ 26 ]               |
| № 3                  | Сведений о размерах судов, их осадке, количестве членов экипажей и месте постройки, а также корабельных мастерах, построивших или руководивших постройкой судов, не сохранилось          | Сведений о размерах судов, их осадке, количестве членов экипажей и месте постройки, а также корабельных мастерах, построивших или руководивших постройкой судов, не сохранилось          | Сведений о размерах судов, их осадке, количестве членов экипажей и месте постройки, а также корабельных мастерах, построивших или руководивших постройкой судов, не сохранилось          | Сведений о размерах судов, их осадке, количестве членов экипажей и месте постройки, а также корабельных мастерах, построивших или руководивших постройкой судов, не сохранилось          | Сведений о размерах судов, их осадке, количестве членов экипажей и месте постройки, а также корабельных мастерах, построивших или руководивших постройкой судов, не сохранилось          | 1797 | 1806 | Сведений о плаваниях буера не сохранилось, разбился в Финском заливе. | [ 24 ] [ 27 ]                      |
| № 4                  | Сведений о размерах судов, их осадке, количестве членов экипажей и месте постройки, а также корабельных мастерах, построивших или руководивших постройкой судов, не сохранилось          | Сведений о размерах судов, их осадке, количестве членов экипажей и месте постройки, а также корабельных мастерах, построивших или руководивших постройкой судов, не сохранилось          | Сведений о размерах судов, их осадке, количестве членов экипажей и месте постройки, а также корабельных мастерах, построивших или руководивших постройкой судов, не сохранилось          | Сведений о размерах судов, их осадке, количестве членов экипажей и месте постройки, а также корабельных мастерах, построивших или руководивших постройкой судов, не сохранилось          | Сведений о размерах судов, их осадке, количестве членов экипажей и месте постройки, а также корабельных мастерах, построивших или руководивших постройкой судов, не сохранилось          | 1797 | 1806 | В 1803 году находился в Санкт-Петербурге. Разбился в Финском заливе. | [ 24 ] [ 27 ] [ 28 ]               |
| Голландский буер № 1 | 9,2 x 2,9 | 1,1 | н/д | Сведений о месте постройки и корабельном мастере не сохранилось. Подарен королём Голландии Виллемом I                                                                                    | Сведений о месте постройки и корабельном мастере не сохранилось. Подарен королём Голландии Виллемом I                                                                                    | 1816 | 1890 | Числился в Гвардейском экипаже, использовался для прогулок членов императорской семьи по Неве. В 1833 и 1870 годах подвергался тимберовке. | [ 24 ] [ 27 ] [ 29 ]               |
| Голландский буер № 2 | 9,2 x 2,9 | 1,1 | н/д | Главное адмиралтейство | И. В. Курепанов | 1819 | н/д  | Числился в Гвардейском экипаже, использовался для прогулок членов императорской семьи по Неве. В 1852 году нёс брандвахтенную службу на кронштадтском рейде, а в 1853 перешёл в Ригу. В 1859 году подвергся тимберовке. | [ 24 ] [ 29 ] [ 30 ] [ 31 ] [ 32 ] |

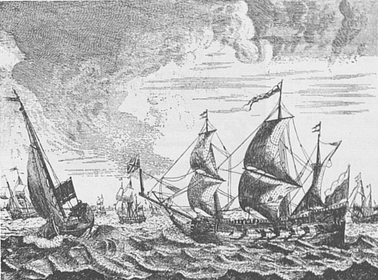
Транспортный корабль и буер. Гравюра времён Петра I

### Комментарии
1. 1 2 3 4  Буера «Гельд-Сак» (от нидерл. geldzak — денежный мешок), «Соут-Драгер» (от нидерл. zoutdrager — развозчик соли), «Бир-Драгер» (от нидерл. bierdrager — разносчик пива) и «Вейн-Драгер» (от нидерл. wijndrager — виночерпий) строились по одному проекту, тип «Гельд-Сак». Буер «Гельд-Сак» в некоторых документах также именовался «Сак-Драгером» (от нидерл. zakdrager — сумка), а «Вейн-Драгер» — «Девейн-Драгером» и «Вейн-Драгарсом»[2][3].
2. ↑  От нидерл. ik heb een gewest — я владею провинцией[2].
3. ↑  От нидерл. lustig — весёлый[2].
4. 1 2 3 4 5  Буера № 1 — 5 строились по одному проекту, тип «Большой»[23].
5. 1 2 3 4 5  Буера № 6 — 10 строились по одному проекту, тип «Малый»[23].
6. 1 2 3 4  Буера № 1 — 4 строились по одному проекту, тип «Номерной»[23].